# Pleasure (Album)
Pleasure ist das fünfte Studioalbum der kanadischen Sängerin und Songschreiberin Leslie Feist. Die Folgeproduktion zum Album Metals erschien am 28. April 2017 bei Universal. Für die Produktion zeichnen neben Feist noch die Musiker Mocky und Renaud LeTang verantwortlich.

## Titelliste
1. Pleasure – 4:45
2. I Wish I Didn’t Miss You – 4:18
3. Get Not High, Get Not Low – 4:57
4. Lost Dreams – 5:18
5. Any Party – 5:22
6. A Man Is Not His Song – 4:41
7. The Wind – 4:35
8. Century – 5:53
9. Baby Be Simple – 6:21
10. I’m Not Running Away – 3:24
11. Young Up – 3:54

## Rezeption
Die Kritikplattform Metacritic weist für Pleasure einen Metascore von 80 aus 100 möglichen Punkten aus. In der Bewertung durch Benutzer erreicht das Album dort 8,2 von 10 möglichen Punkten. Bei Pitchfork weist das Album 7,7 von 10 möglichen Punkten auf.